# 218 av. J.-C.
Cette page concerne l'année 218 av. J.-C. du calendrier julien proleptique.

## Événements
- 19 avril (15 mars du calendrier romain) : début à Rome du consulat de Publius Cornelius Scipion et Tiberius Sempronius Longus[1].
- Printemps : 
  - Fondation des colonies romaines de Crémone et de Plaisance (6 000 habitants chacune). Révolte des Boïens et des Insubres qui chassent les colons vers Mutina (Modène) qu'ils assiègent[2].

Parcours d'Hannibal Barca, de l'Espagne carthaginoise vers l'Italie romaine, puis de retour à Carthage.

- - Début de la deuxième guerre punique (fin en 201 av. J.-C.). L’armée consulaire de Tiberius Sempronius Longus se concentre à Lilybée, en Sicile, pour attaquer Carthage par mer ; elle s’empare de Malte. Celle de Publius Cornelius Scipio se prépare dans le nord à fermer l’accès de l’Italie[1].
  - Le général carthaginois Hannibal quitte Carthagène à la fin du printemps à la tête de 102 000 hommes et 37 éléphants. Il soumet les pays au Nord de l’Èbre et traverse à la fin de l’été les Pyrénées orientales au col du Perthus d’où il débouche en Gaule méridionale[3].
- Fin août : Hannibal traverse le Rhône[4].
  - Retardé par une révolte de Gaulois Boïens et Insubres, Publius Cornelius Scipio arrive trop tard à Marseille, Hannibal se trouvant déjà dans la vallée du Rhône. Scipion cherche à le retenir en Gaule, mais Hannibal, dont l’objectif est l’Italie, se dérobe, remonte le Rhône à marches forcées, et franchit les Alpes vers le mois de novembre par un itinéraire que les historiens n'ont pu déterminer. Il débouche dans la vallée supérieure du Pô avec seulement 20 000 fantassins et 6 000 cavaliers, mais profite de l’effet de surprise et de la révolte des Gaulois cisalpins[3] et prend Turin en 3 jours.
- 1er septembre : éclipse lunaire observée à Pergame[5]. Attale allié aux Galates est alors en campagne contre les Séleucides. Il profite de la défection d'Achaios et leur reprend des places en Éolide (Cymé, Myrina, Phocée) et en Ionie (Téos et Kolophon)[6].
- Fin novembre : Scipion se hâte de regagner l’Italie par le littoral pour fermer le débouché des montagnes, mais arrive encore trop tard et doit s’installer derrière le Tessin[3].
  - Sempronius, rappelé de Sicile, marche vers le Nord au secours de son collègue. Hannibal ne leur laisse pas le temps d’opérer leur jonction, force le passage du Tessin après une victoire sur Scipion, puis écrase les Romains enfin ralliés sur les bords de la Bataille de la Trébie (218 av. J.-C.) (décembre)[3]. Rome perd 30 000 hommes. Les Gaulois cisalpins, après de longues hésitations, se prononcent pour Hannibal, qui passe l’hiver en Italie du Nord.
  - Cnaeus Scipio débarque à Emporiæ en Espagne et bat Hannon à la bataille de Cissé. Scipion hiverne à Tarraco (Tarragone) près de la ville ibérique de Cissé ou Cessé[3]. Début de la conquête romaine de la péninsule Ibérique.

- Les Carthaginois transfèrent des troupes mercenaires (dont des Olcades) depuis le territoire qu'il possède en Espagne vers leurs possessions africaines[7].
- Lex Claudia, plébiscite interdisant aux sénateurs et à leurs fils de posséder des navires de plus de 300 amphores (80 hl), leur interdisant le grand commerce[8]. Flaminius Nepos est le seul sénateur à la défendre. Les membres de la nobilitas investissent dans le foncier, et une classe capitaliste distincte émerge (equites).
- Thermos, capitale fédérale de la Ligue étolienne, est pillée par Philippe V de Macédoine, en représailles au sac de Dion[9].
- Simon II devient grand-prêtre de Jérusalem (vers 218-192 av. J.-C.) ; peut-être identifié à Simon le Juste[10].